# Oryzomys peninsulae
Oryzomys peninsulae (лат.) — вид грызунов из западной Мексики. Ареал ограничен южным мысом Калифорнийского полуострова. Принадлежит к роду Oryzomys семейства хомяковых. Известны только 12 особей найденных в 1900. Последующее разрушение среды обитания близ рек могло привести к его вымиранию.

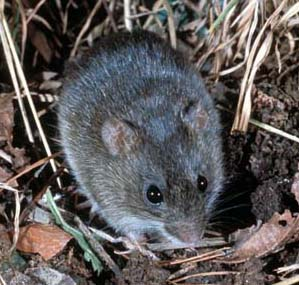
Болотный рисовый хомяк (Oryzomys palustris), родственный O. peninsulae из восточной части США

Для своего рода вид имел средние размеры. Первоначально был описан как отдельный вид, но позднее приписан к другим более распространённым видам. В 2009 был вновь выделен в отдельный вид. Он отличается по окраске меха — передняя часть серо-коричневая, задняя — красновато-коричневая, и по некоторым размерам черепа: большому neurocranium (часть черепа, непосредственно защищающая мозг), крепким скуловым дугам и длинному incisive foramina (отверстию в нёбе между резцами и молярами).
Впервые вид был обнаружен в 1896. В 1897 Олдфилд Томас описал его как полноправного члена рода Oryzomys. До 1971 вид считался отдельным видом, связанным с O. couesi и O. palustris, пока Филипп Гершковиц не объединил его и другие периферийные популяции в один подвид расширенного вида O. palustris. Реймонд Халл во втором издании (1981) Mammals of North America согласился с этим решением, утверждая, что O. peninsulae меньше отличается от популяции материковых Oryzomys (в настоящее время относится к O. couesi mexicanus), в то время как представители, включённые им в вид O. palustris в большей степени отличаются друг от друга.